# Henri-Frédéric du Palatinat
Henri-Frédéric, prince électoral du Palatinat (allemand : Heinrich Friedrich ; 1er janvier 1614 - 7 janvier 1629 dans les Pays-Bas) est le fils aîné de Frédéric V du Palatinat, le roi d'un hiver, et son épouse, Élisabeth Stuart, fille du roi Jacques Ier d'Angleterre.
Henri Frédéric est mort à l'âge de 15 ans. Il était sur le chemin vers Amsterdam pour voir la capture d'une Flotte des Indes, il s'est noyé en traversant la Haarlemmermeer.